# Іваницька Катерина Євгенівна
Катерина Євгенівна Іваницька (нар. 1860 — пом. 1925, Одеса) — українська художниця; член Товариства південноросійських художників з 1897 року.

## Біографія
Народилася у 1860 році. Протягом 1878—1883 років навчалася у Одеській малювальній школі. Жила у місті Лубнах, з 1908 року — в Одесі. У 1914 році її портрет написав Олександр Мурашко. Померла в Одесі у 1925 році.

## Творчість
Працювала у галузі станкового живопису. Створювала портрети, пейзажі та натюрморти. Серед робіт:
- «Дівчинка-реготуха» (1891);
- «Восени» (1893);
- «Кульбабки» (1894);
- «Іван-та-Марߴя» (1895);
- «Світле свято» (1896);
- «На ниві» (1896);
- «Дівчатка» (1897);
- «Малороска» (1897);
- «Весна надворі» (1902);
- «Портрет пані Е.» (1906);
- «Гвоздики» (1909);
- «Молитва» (1910);
- «Квіти» (1913);
- «Сільська дівчина» (1917).

Брала участь у мистецьких виставках з 1891 року. У листопаді 1928 року Одеський музей «Степова Україна» придбав 13 живописних робіт її роботи. 